# Ballymoney
Ballymoney is een plaats in het Noord-Ierse graafschap County Antrim. De plaats telt 9.021 inwoners en heeft een spoorwegstation, Station Ballymoney.

## Geboren
- Joey Dunlop (1952), motorcoureur
- Michael Hoey (1979), golfspeler
- Chris Baird (1982), voetballer
- Jayne Wisener (1987), actrice

Antrim · Ballycarry · Ballycastle · Ballyclare · Ballymena · Ballymoney · Bushmills · Carrickfergus · Cushendun · Glengormley · Greenisland · Larne · Lisburn · Newtownabbey · Portrush · Randalstown